# Championnat du Venezuela de football 1978
Navigation
Saison 1977 Saison 1979
La saison 1978 du championnat du Venezuela de football est la vingt-deuxième édition du championnat de première division professionnelle au Venezuela et la cinquante-huitième saison du championnat national.
Le championnat est disputé en deux phases :
- lors de la première, les douze équipes s'affrontent deux fois, à domicile et à l'extérieur. Les six premiers du classement à l'issue de cette phase se qualifie pour la Liguilla, la poule pour le titre.
- la deuxième phase est la Liguilla proprement dite, qui voit les six qualifiés s'affronter à nouveau deux fois, à domicile et à l'extérieur. Le club en tête à l'issue de cette phase est déclaré champion et se qualifie pour la Copa Libertadores 1979 en compagnie de son dauphin.

C'est le club de Portuguesa FC, triple tenant du titre, qui remporte à nouveau la compétition, après avoir terminé en tête de la Liguilla, avec quatre points d'avance sur le Deportivo Galicia et cinq sur Estudiantes de Mérida. C'est le cinquième titre de champion du Venezuela de l'histoire du club, qui devient la première équipe à remporter quatre championnats consécutifs.

## Les clubs participants
| - Deportivo Portugués - Deportivo Tachira - Deportivo Italia - Portuguesa FC - Atlético Zamora - Miranda-Canarias | - Deportivo Galicia - Universitarios de Oriente - Estudiantes de Mérida - Valencia FC - UD Lara - ULA Mérida |

## Compétition
Le barème utilisé pour établir les différents classements est le suivant :
- Victoire : 2 points
- Match nul : 1 point
- Défaite : 0 point

### Première phase
| Rang | Équipe                    | Pts | J  | G  | N | P  | Bp | Bc | Diff |
| ---- | ------------------------- | --- | -- | -- | - | -- | -- | -- | ---- |
| 1    | Portuguesa FCT            | 28  | 22 | 11 | 6 | 5  | 33 | 22 | +11  |
| 2    | ULA Mérida                | 27  | 22 | 11 | 5 | 6  | 43 | 27 | +16  |
| 3    | Deportivo Portugués       | 27  | 22 | 10 | 7 | 5  | 27 | 20 | +7   |
| 4    | Valencia FC               | 26  | 22 | 11 | 4 | 7  | 32 | 23 | +9   |
| 5    | Deportivo Galicia         | 26  | 22 | 9  | 8 | 5  | 24 | 17 | +7   |
| 6    | Estudiantes de Mérida     | 26  | 22 | 9  | 8 | 5  | 19 | 17 | +2   |
| 7    | Atlético Zamora           | 22  | 22 | 8  | 6 | 8  | 26 | 25 | +1   |
| 8    | Miranda-Canarias          | 22  | 22 | 8  | 6 | 8  | 30 | 30 | 0    |
| 9    | Deportivo Tachira         | 17  | 22 | 6  | 5 | 11 | 20 | 22 | -2   |
| 10   | Deportivo Italia          | 17  | 22 | 5  | 7 | 10 | 27 | 30 | -3   |
| 11   | UD Lara                   | 15  | 22 | 5  | 5 | 12 | 19 | 40 | -21  |
| 12   | Universitarios de Oriente | 11  | 22 | 4  | 3 | 15 | 19 | 46 | -27  |

|  | Qualification pour la Liguilla             |
|  | Retrait du championnat la saison prochaine |
|  | T : Tenant du titre                        |

### Liguilla
| Rang | Équipe                | Pts | J  | G | N | P | Bp | Bc | Diff |
| ---- | --------------------- | --- | -- | - | - | - | -- | -- | ---- |
| 1    | Portuguesa FCT        | 16  | 10 | 6 | 4 | 0 | 18 | 6  | +12  |
| 2    | Deportivo Galicia     | 12  | 10 | 5 | 2 | 3 | 13 | 8  | +5   |
| 3    | Estudiantes de Mérida | 11  | 10 | 5 | 1 | 4 | 12 | 8  | +4   |
| 4    | Deportivo Portugués   | 8   | 10 | 2 | 4 | 4 | 13 | 15 | -2   |
| 5    | ULA Mérida            | 7   | 10 | 3 | 1 | 6 | 9  | 18 | -9   |
| 6    | Valencia FCC          | 6   | 10 | 2 | 2 | 6 | 12 | 22 | -10  |

|  | Qualification pour la Copa Libertadores 1979               |
|  | T : Tenant du titre C : Vainqueur de la Coupe du Venezuela |

## Bilan de la saison
| Championnat du Venezuela de football 1978 |                           |
| Champion                                  | Portuguesa FC (5e titre)  |
| Coupes et trophées                        |                           |
| Vainqueur de la Coupe du Venezuela 1978   | Valencia FC               |
| Qualifications continentales              |                           |
| Copa Libertadores 1979                    | Portuguesa FC             |
| Copa Libertadores 1979                    | Deportivo Galicia         |
| Promotions et relégations                 |                           |
| Promus en Primera División                | Atlético Falcon           |
| Relégués en Segunda A                     | Universitarios de Oriente |